# Modulación por ancho de pulsos

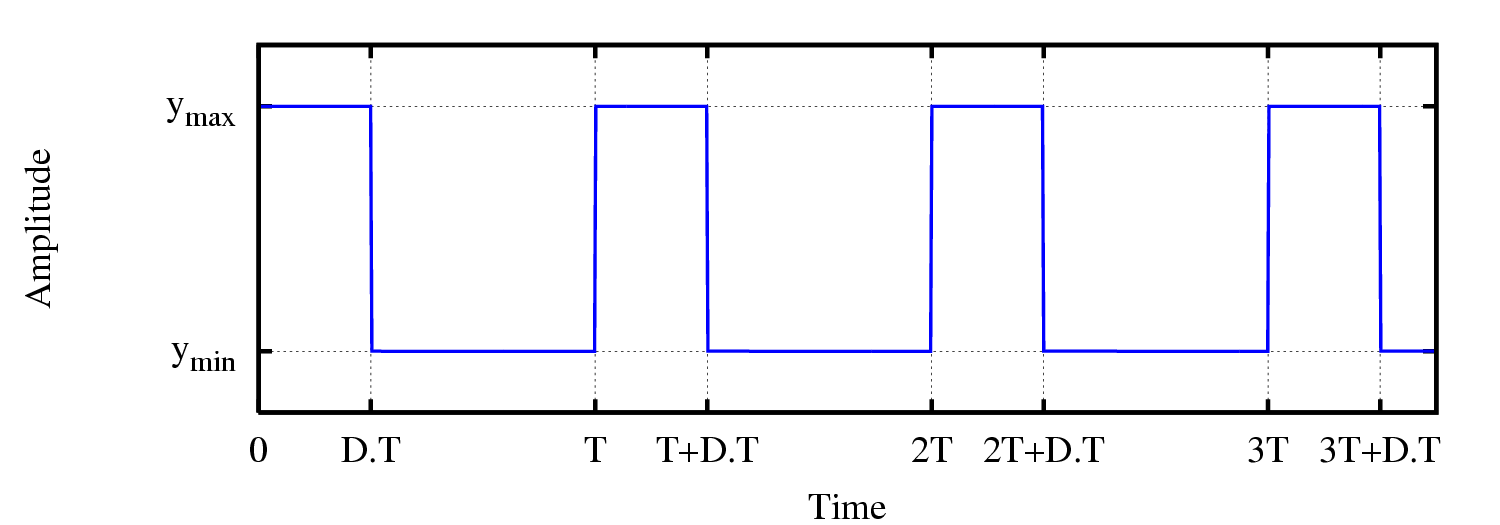
Fig. 1: una señal de onda cuadrada de amplitud acotada (,) mostrando el ciclo de trabajo D.

La modulación por ancho de pulsos (también conocida como PWM, siglas en inglés de pulse-width modulation) de una señal o fuente de energía es una técnica en la que se modifica el ciclo de trabajo de una señal periódica (una senoidal o una cuadrada, por ejemplo), ya sea para transmitir información a través de un canal de comunicaciones o para controlar la cantidad de energía que se envía a una carga. 
El ciclo de trabajo de una señal periódica es el ancho relativo de su parte positiva en relación con el período. Expresado matemáticamente:
{\displaystyle D={\frac {\tau }{T}}}
D es el ciclo de trabajo
{\displaystyle \tau } es el tiempo en que la función es positiva (ancho del pulso)
T es el período de la función
La construcción típica de un circuito PWM se lleva a cabo mediante un comparador con dos entradas y una salida. Una de las entradas se conecta a un oscilador de onda dientes de sierra, mientras que la otra queda disponible para la señal moduladora. En la salida la frecuencia es generalmente igual a la de la señal dientes de sierra (portadora) y el ciclo de trabajo está en función de la moduladora.
La principal desventaja que presentan los circuitos PWM es la posibilidad de que haya interferencias generadas por radiofrecuencia. Estas pueden minimizarse ubicando el controlador cerca de la carga y realizando un filtrado de la fuente de alimentación.

## Aplicaciones

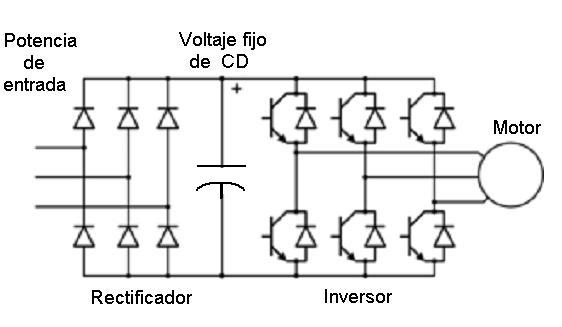
Diagrama de ejemplo de la utilización de la modulación de ancho de pulsos en un variador de frecuencia.

En la actualidad existen muchos circuitos integrados en los que se implementa la modulación PWM, además de otros muy particulares para lograr circuitos juguete funcionales que puedan controlar fuentes conmutadas, controles de motores, controles de elementos termoeléctricos, choppers para señales en ambientes ruidosos y algunas otras aplicaciones. Se distinguen por fabricar este tipo de integrados compañías como Texas Instruments, National Semiconductor, Maxim, y algunas otras más.

### En los motores
La modulación por ancho de pulsos es una técnica utilizada para regular la velocidad de giro de los motores eléctricos de inducción o asíncronos. Mantiene el par motor constante y no supone un desaprovechamiento de la energía eléctrica. Se utiliza tanto en corriente continua como en alterna, como su nombre lo indica, al controlar: un momento alto (encendido o alimentado) y un momento bajo (apagado o desconectado), controlado normalmente por relès (baja frecuencia) o MOSFET o tiristores (alta frecuencia).
Otros sistemas para regular la velocidad modifican la tensión eléctrica, con lo que disminuye el par motor; o interponen una resistencia eléctrica, con lo que se pierde energía en forma de calor en esta resistencia.
Otra forma de regular el giro del motor es variando el tiempo entre pulsos de duración constante, lo que se llama modulación por frecuencia de pulsos.
En los motores de corriente alterna también se puede utilizar la variación de frecuencia.
La modulación por ancho de pulsos también se usa para controlar servomotores, los cuales modifican su posición de acuerdo al ancho del pulso enviado cada un cierto período que depende de cada servo motor. Esta información puede ser enviada utilizando un microprocesador como el Z80, o un microcontrolador (por ejemplo, un PIC 16F877A, 16F1827, 18F4550, etc. de la empresa Microchip).

### Como parte de un conversor ADC
Otra aplicación es enviar información de manera analógica. Es útil para comunicarse de forma analógica con sistemas digitales.
Para un sistema digital, es relativamente fácil medir cuanto dura una onda cuadrada. Sin embargo, si no se tiene un conversor analógico digital no se puede obtener información de un valor analógico, ya que sólo se puede detectar si hay una determinada tensión, 0 o 5 voltios por ejemplo (valores digitales de 0 y 1), con una cierta tolerancia, pero no puede medirse un valor analógico. Sin embargo, el PWM en conjunción con un oscilador digital, un contador y una puerta AND como puerta de paso, podrían fácilmente implementar un ADC..